# Angelato de propila
Angelato de propila, angelato de n-propila ou 2-metilisocrotonato de propila, é o composto orgânico, o éster do álcool n-propanol do ácido 3-metil-2-butenoico, de fórmula química C8H14O2, de massa molecular 142,19556.
É um dos componentes do óleo de camomila romano, cujos componentes principais são o alfa-pineno, canfeno, beta-pineno, sabineno, mirceno, 1,8-cineol (eucaliptol), gama-terpineno, cariofileno, angelato de propila e angelato de butila.